# 全昭映
全昭映（韓語：전소영，2003年3月27日—），韓國女演員。

## 影視作品

### 劇集
| 年份 | 播放平台 | 劇名                     | 角色   | 備註 |
| 2025 | KBS2     | 《喀喀喀喀》             | 賈珠夏 | 配角 |
| 2025 | NETFLIX  | 《我們的浪漫電影》       | 韓率   | 配角 |
| 2025 | MBC      | 《芭妮與哥哥們》         | 韓夏天 | 配角 |
| 2025 | JTBC     | 《夢想成為律師的律師們》 | 徐妍華 |      |
| 2025 | JTBC     | 《我的青春》             | 成濟妍 | 青年 |
| 2026 | NETFLIX  | 《Girigo》               | 世雅   | 主演 |

### 電影
| 年份   | 片名           | 角色 | 性質 | 備註  |
| 待公布 | 《彼此的日夜》 | 娜京 | 主演 | [ 6 ] |

### 音樂錄影帶
| 日期          | 歌曲名稱       | 歌手      |
| 2024年1月24日 | 《Everything》 | ATEEZ鍾浩 |

## 外部連結
- 官方网站
- 全昭映的Instagram帳戶
- 全昭映在NAVER上的资料
- 全昭映在Daum上的资料
- 全昭映在互联网电影资料库（IMDb）上的資料（英文）
- 全昭映在HanCinema的頁面（英文）